# Gothic rock
Gothic rock (de asemenea numit goth rock sau, simplu, goth) este un gen de muzică rock care s-a format în perioada târzie a anilor '70. Inițial, trupele care azi sunt considerate parte componentă a genului sau parte influentă asupra genului, au fost denumite de către presa muzicală drept punk-pozitiv, acestea având legături strânse cu punk rockul englez și cu post-punkul nou format.
Folosit inițial drept o etichetă care desemna câteva trupe punk rock sau post-punk, goth-ul a început să fie definit drept o mișcare separată de punk la începutul anilor '80. În contrast cu muzica și stilul agresiv al trupelor punk, muzica trupelor timpurii de gothic era mai introspectivă și aborda estetica sau ideologia curentelor literare sau mișcărilor intelectuale care aveau o tematică întunecată precum cele ale ficțiunii gotice, romantismului, filosofiei existențiale și nihilismului. În cadrul trupelor notabile de gothic-rock se includ Siouxsie and the Banshees, Joy Division, Bauhaus, The Cure, The Sisters of Mercy și The Mission.
Mult separat de celelalte genuri ale rockului alternativ din anii '80, gothic rockul a dat naștere la o mai largă subcultură goth care include cluburi goth, modă goth, reviste de orientare goth.

## Rădăcini muzicale

### Anii 1960: rockul psihedelic
Unele dintre cele mai timpurii influențe asupra rockului gotic își au originea în anii '60, dintre care cea mai semnificativă influență este reprezentată de către formația de rock psihedelic The Doors. De fapt, The Doors este prima trupă cunoscută ca fiind denumită "gothic rock" de către mass-media muzicală în 1967.
Aura întunecată și enigmatică a liderului formației The Doors, Jim Morrison, va deveni o influență puternică asupra liderilor din perioadele următoare, precum Ian Astbury, Rozz Williams și Wayne Hussey. Albumul Strange Days, mai ales, a contribuit la dezvoltarea soundului trupelor post-punk, care la rândul lor au fost foarte importante în apariția genului gothic rock. Printre astfel de trupe post-punk se numără Joy Division și Echo and the Bunnymen.
Spre sfârșitul anilor '60, în State apar mai multe trupe semnificative. Printre acestea se numără The Velvet Underground, al cărei album de debut, The Velvet Underground and Nico (1967), prin temele sale melancolice și soundul sumbru, a fost luat drept model de către multe dintre trupele anilor '80 (de exemplu, Joy Division a cântat o versiune cover a melodiei "Sister Ray", iar Christian Death a făcut cover după melodia "Venus in Furs").
Odată cu The Velvets, trupe de garage rock cu tentă psihedelică din Detroit încep să câștige atenția pentru spectacolele lor și pentru tematica nihilistă abordată (The Stooges și Alice Cooper). Trupa The Stooges, mai ales, urmează calea deschisă de către membrii trupei The Doors (Iggy Pop însuși mărturisește într-un interviu că primul concert Doors la care a asistat și spectacolul creat de Jim Morrison l-au determinat să urce pe scenă) și se arată a fi, la rândul ei, mare influență asupra trupelor proeminente asociate cu rockul gotic, precum The Birthday Party, The Sisters of Mercy și Killing Joke.

## Prima generație (c. 1979–c. 1985)
Prima generație de trupe goth nu a fost deloc asociată cu subcultura goth. Fanii trupelor de influență goth sau proto-goth punk, post-punk și a trupelor New Wave nu făceau neapărat parte din scena goth. Cele mai importante trupe de influență goth sau proto-goth ale anilor 70 și 80 evitau case de discuri consacrate, probabil considerându-le anathema expresiei creative. Majoritatea acestor trupe rock de influență goth sau proto-goth erau din Marea Britanie, deși câteva alte trupe erau din alte țări, precum Christian Death care era originară din Los Angeles, The Virgin Prunes originară din Irlanda și Xmal Deutschland, din Germania.

#### Regatul Unit
Două trupe timpurii post-punk catalogate drept "gothic" au fost Joy Division și Siouxsie & the Banshees în 1979. Între 1978 și 1979 acestea au dezvoltat un sunet straniu și versuri cu tematică întunecată. Formațiile lui John Lydon, Public Image Ltd și Killing Joke, au influențat de asemenea dezvoltarea sound-ului goth.
Soundul trupei Siouxsie & the Banshees, de la albumul lor de debut, The Scream (1978), până la albumul Nocturne (1983) a reprezentat o influență majoră asupra genului goth. Deși Joy Division a existat ca trupa o perioadă scurtă de timp, din cauza sinuciderii vocalistului Ian Curtis, cele două albume, Unknown Pleasures (1979) și Closer (1980), au fost și ele, de asemenea, o influență importantă asupra scenei goth. Membri rămași ai trupei Joy Division au devenit New Order, primul lor album, Movement (1981), continuând stilul gothic al fostei trupe, Joy Division. Și acest sound timpuriu al trupei New Order a devenit influență pentru unele trupe gothic de mai târziu (de exemplu, Danse Society și Clan of Xymox). New Order s-a transformat ulterior într-o trupă New Wave/dance.
În timp ce, în 1979, eticheta gothic începe să fie atribuită din ce în ce mai des trupelor Joy Division și Siouxsie & the Banshees, apare trupa cunoscută azi sub numele de Bauhaus, inițial, Bauhaus 1919. Aceasta debutează purtând tricouri și jeanși, însă, după ce apare în același concert cu trupa Gloria Mundi (care aborda moda și soundul cunoscut azi sub numele de goth, dar care era relativ necunoscută din cauza puținelor apariții pe scenă), Bauhaus sfărșește prin a-și schimba radical look-ul, îmbrăcându-se complet în negru și purtând machiaj. Puternic influențat de către glam rockul englez, cum ar fi David Bowie și T. Rex, single-ul de debut Bauhaus, Bela Lugosi's Dead, a fost lansat în 1979 și este considerat a fi începutul propriu-zis al rockului gotic. În ciuda faptului că, azi, Siouxsie and the Banshees, Joy Division, și The Cure sunt considerați progenitorii rokului gotic, la vremea respectivă ei înșiși se identificau cu mișcarea punk.
În anii 1980 și 1981, se formează trupele Danse Society, Theatre of Hate, March Violets, Play Dead și The Sisters of Mercy. Uk Decay, o trupă de punk de la sfârșitul anilor '70, a influențat mișcarea gotică de la începutul anilor '80. Prima referire scrisă despre Goth, ca un derivat al scenei Punk, a fost făcută de către Steve Keaton într-un articol despre UK Decay, intitulat The face of punk gothique (fața punkului gotic), pentru revista UK rock weekly Sounds, azi, New Music Express. Publicat pe 21 februarie 1981, Keaton scrie că vocalistul trupei, Abbo, mi-a spus odată că ei aveau o fascinație asupra morții (e OK, râdea la vremea respectivă.) Chiar și așa, imaginile lor sunt impresionante, iar muzica lor este încărcată de amenințarea victoriană - și de condimentele Banshee/Antz. Ar putea asta să fie începutul punkului gotic? Cu Bauhaus umblând pe cărări similare, se poate oare ca aceasta să fie următoarea "mare chestie"? Keaton conchide: Punk gotic? Sună numai bine. În februarie 1981, Aboo de la UK Decay a folosit termenul gotic pentru a descrie stilul trupelor precum Danse Society și Play Dead. Un an mai târziu, Ian Astbury din trupa Southern Death Cult a folosit termenul goths (gotici) pentru a descrie fanii trupei Sex Gang Children. Cu toate acestea, termenul goth nu a devenit o etichetă care să desemneze o mișcare sau o scenă decât abia în 1983 Arhivat în 14 decembrie 2005, la Wayback Machine.. Scena nou formată a fost descrisă drept punk pozitiv în februarie 1983, într-un articol din revista NME. Jurnalistul Richard North descria Bauhaus și Theatre of Hate la acea vreme drept imediații predecesori ai potopului de azi (ceea ce includea și Southern Death Cult, Sex Gang Children și Blood & Roses), declarând: Așadar, iată: noul punk pozitiv, fără promisiuni goale de revoluție în rock'n'roll sau în sfera politică. Iată doar o șansă de introspecție, de revoluție personală, de percepții noi și variate și de electrizare a imaginației care să sperie mintea și trupul din adormirea lor.
Solistul vocal al trupei punk The Damned, Dave Vanian (fost gropar), obișnuia să se costumeze în vampir, fapt ce ar fi putut avea influență asupra stilului de modă goth abordat de membrii trupelor Siouxsie & the Banshees, Bauhaus și The Cure. 
Trupele Siouxsie & the Banshees și The Cure și-au păstrat imaginea goth în aparițiile scenice și în albume, de-a lungul marii părți a carierei lor, însă, din punct de vedere muzical, membrii acestora au explorat și alte genuri. După albumul Nocturne, de exemplu, cântecele Siouxsie au devenit mai alternative și s-au bazat mai mult pe sintetizatoare. Membrii Bauhaus, însă, au fost mai coerenți, păstrându-și stilul muzical și aparența scenică sub forma goth, până la destrămarea trupei, în 1983. Unii dintre membrii Bauhaus au avut un proiect muzical secundar, numit Tones on Tail, care a continuat în prima jumătate a anilor '80, creând muzică influențată de albumul experimental al trupei The Beach Boys, Pet Sounds, și de muzica psihedelică a anilor '70.
Până în 1982, rockul gotic devine o subcultură mai largă, datorită apariției trupelor precum Sex Gang Children, Southern Death Cult, Skeletal Family, Specimen și Alien Sex Fiend și, de asemenea, pentru că anumite cluburi, precum Batcave din Londra, ofereau o locație de desfășurare a scenei goth. Clubul Batcave țintea spre reinventarea viziunii lui David Bowie asupra rockului glam, dar dintr-o perspectivă mai întunecată. Membrii trupelor gothic rock, băgătorii în seamă și fanii socializau în Batcave, a cărui atmosferă a devenit prototipul mediului de club goth. Din 1984, în Batcave disc jockeyi puneau deja melodii Siouxsie, The Cramps, Sweet, Specimen, Eddie Cochran și Death Cult. Din 1983, presa britanică începea să comenteze scena goth ce se acumulase în Batcave sau în locații similare.

### SUA și Canada
Scena deathrock din State, cu centrul în Los Angeles, California, începuse încă de pe la sfârșitul anilor '70 cu trupe precum Christian Death, 45 Grave, T.S.O.L, Voodoo Church, Kommunity FK, Burning Image și Theatre of Ice. În timp ce Christian Death înregistra albumul de debut, Only Theatre of Pain, 1982, doar membrul Rozz Williams auzise de scena goth din Regatul Unit, însă nu ascultase și muzica respectivelor trupe. Trupa Christian Death a atras ascultători în Europa (mai ales în Franța) și a pornit într-un turneu prin Europa și Anglia. Următoarele ei albume, Catastrophe Ballet și Ashes, au fost mai mult influențate de goth și de asemenea dovedeau împrumuturi din suprarealism și dadaism. Și pioneirii americani în punk blues, membrii trupei Gun Club, au început să cânte în Europa și Anglia, foarte des drept trupă în deschidere pentru Sisters of Mercy.

### Europa și Australia
Goth a fost un fenomen pe cât de britanic sau american, pe atât de european. În timp ce trupe precum Bauhaus sau Christian Death se formau în Anglia, respectiv America, trupe deținând un stil muzical sumbru, întunecat, precum Geisterfahrer (1979), Xmal Deutschland (1980), Leningrad Sandwich (1980), Malaria! (1981), Belfegore (1982), Girls Under Glass (1986) și Pink Turns Blue (1986) erau în procesul de dezvoltare în Germania. Trupa belgiană Siglo XX lansase un număr de albume încă din '80, iar apoi au urmat trupa Clan of Xymox, formată în Amsterdam în '83, și The Essence, formată în Rotterdam, în '84. Până în 1992, Germania a dezvoltat un val gotic considerabil și un festival gotic anual, Wave-Gotik-Treffen, care are loc în Leipzig. În Finlanda, prima, cea mai influentă și cea mai populară trupă de gothic rock a fost Musta Paraati, care a fost activă din 1982, până în 1984. Prima trupă finlandeză care să lanseze un album gothic rock în engleză a fost Russian Love, formată în 1986.
În Australia și Noua Zeelandă, a doua trupă a lui Nick Cave, The Birthday Party (circa 1979 și mai târziu mutându-se în Londra) și alte colective post-punk precum Foetus Productions (de asemenea numiți și The Features/The Foetals, circa 1979) au influențat dezvoltarea muzicii gotice, a modei și esteticii.